# Mymar roopum
Mymar roopum is een vliesvleugelig insect uit de familie Mymaridae. De wetenschappelijke naam is voor het eerst geldig gepubliceerd in 2008 door Hayat & F.R. Khan.